# Cerapachys imerinensis
Cerapachys imerinensis är en myrart som först beskrevs av Auguste-Henri Forel 1891.  Cerapachys imerinensis ingår i släktet Cerapachys och familjen myror. Inga underarter finns listade i Catalogue of Life.

## Bildgalleri

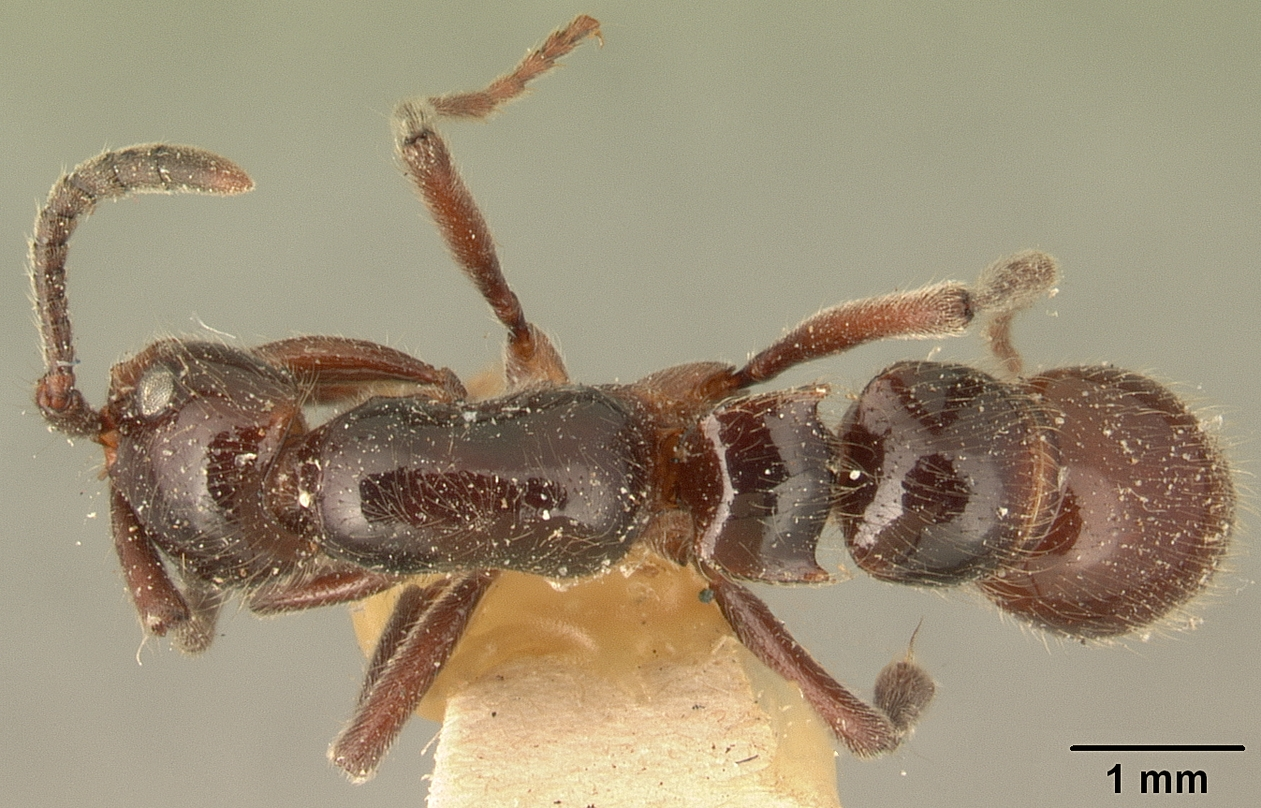
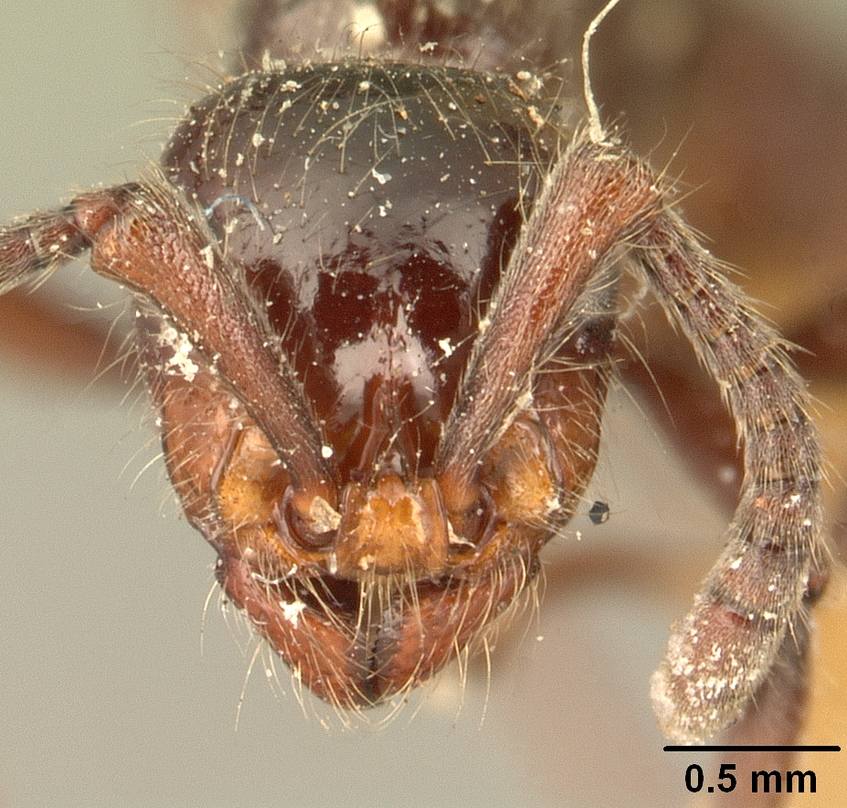
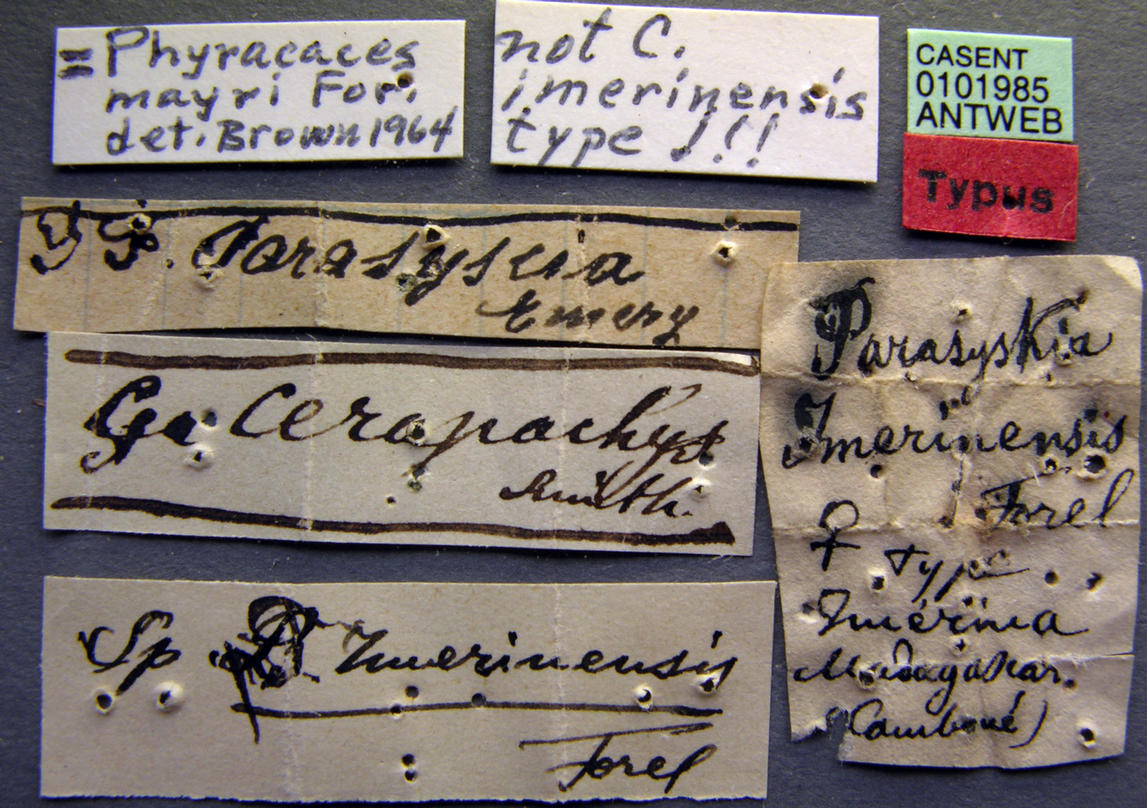
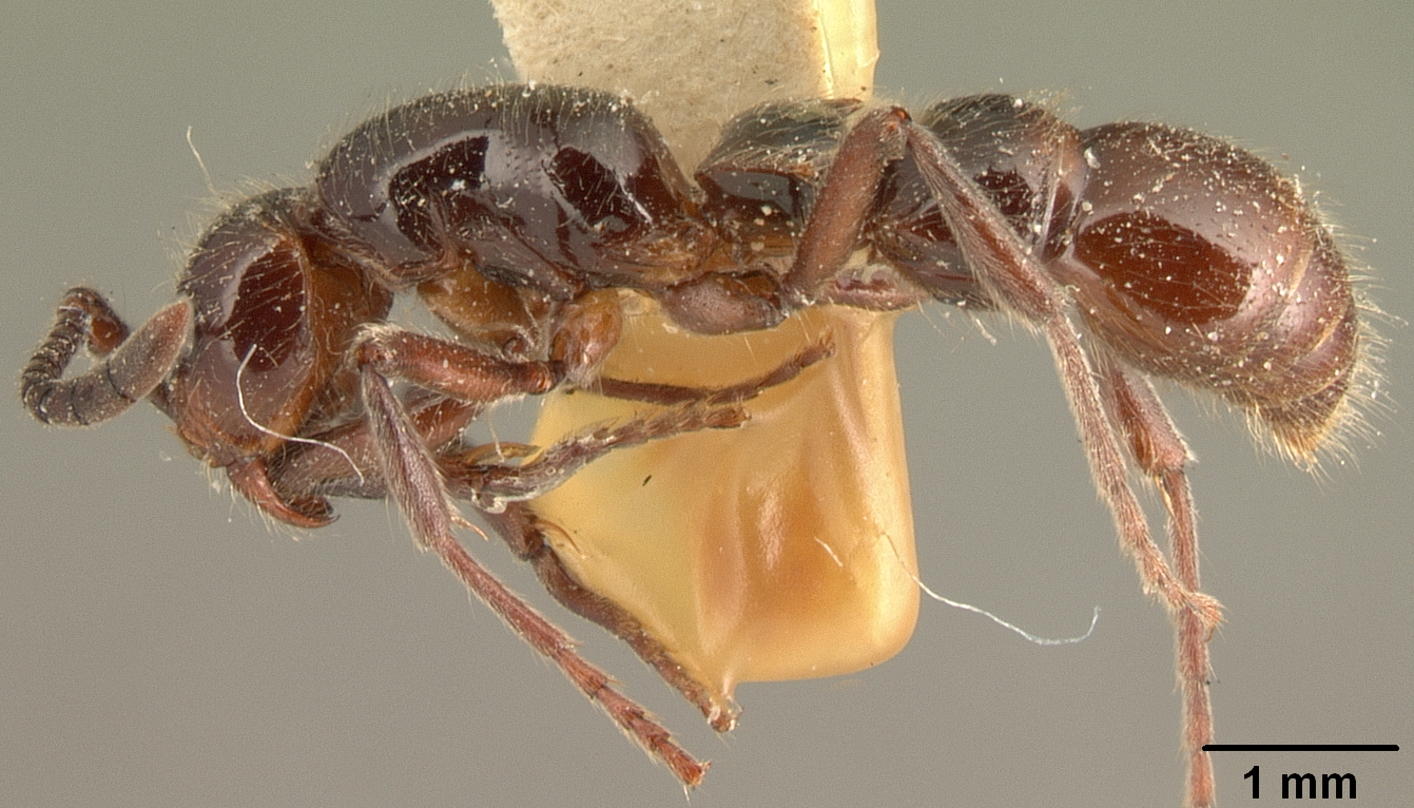